# Krusbärskvalster

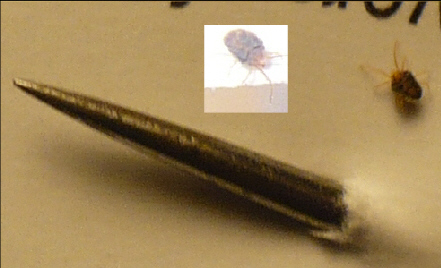
Foto på krusbärskvalster i förhållande till en synålsspets. Två bilder tagna med olika ljussättning.

Krusbärskvalster eller soldyrkare (Bryobia praetiosa) är en art av kvalster. Den livnär sig på växtsaft och kan ibland uppträda som skadedjur på växter och i hus. Arten är vitt spridd och finns representerad på samtliga kontinenter utom Antarktis.

## Utseende
Krusbärskvalster är ovala till formen och i regel mindre än ett knappnålshuvud (0,75–0,85 mm). De adulta kvalstren är rödbruna till bruna (grönbruna efter att de ätit) i färgen, medan ägg och unga exemplar är bjärt röda. Arten känns främst igen på sina långa framben, vilka i regel är dubbelt så långa som de övriga benen och ofta misstas för antenner.
Arten kan, i de områden där de samexisterar, förväxlas med släktet Balaustium, och en 20 gångers förstoringsgrad är ofta nödvändig. På grund av den röda färgen förväxlas den ibland även med olika arter av sammetskvalster (Trombidium och Eutrombidium).

## Ekologi
Krusbärskvalster förökar sig genom partenogenes och ingen hane av arten har observerats. Äggen läggs under trädens bark, i asfaltssprickor eller mellanväggar i hus och kläcks tidigt på våren, när temperaturen överstiger 7 °C. När temperaturen stiger ytterligare, företrädesvis på väggar i syd- eller västläge, kan kvalstren röra sig med relativt snabb hastighet. De juvenila kvalstren genomgår tre ömsningar innan de är fullvuxna, och det är oftast under dessa perioder man ser de stora mängder kvalster på väggar och i fönster som är ett av artens signum i bebyggelse, tillsammans med de adulta kvalstrens vandring för äggläggning. Kvalstren hinner ofta med en förökningsperiod på våren innan de dör eller går i estivation (sommardvala), för att sedan föröka sig igen på hösten. Krusbärslvalster livnär sig på att med sugande mundelar tillgodogöra sig näring från växter. De trivs på flera olika värdväxter, inte minst på kaprifol, men också bland annat olika arter av gräs, klöver och trädgårdsväxter.

## Skadedjur
Krusbärskvalster kan göra skada på växter, främst genom att suga ut klorofyll och efterlämna tomma, silvergråa växtceller, på exempelvis gräsmattan eller buskar i trädgården. Det överlever inte inomhus, då det är för torrt och ont om föda, och arten är inte heller farlig för människor eller djur. För att förhindra att kvalstret tar sig in i huset eller till trädgårdslandet kan man göra en barriär av obevuxen mark, till exempel ett halvmeter brett bälte av grus, eller plantera växter som är oattraktiva för kvalstret, såsom salvia, petunior, måror, rosor eller krysantemum.